# Francesc Vila i Ginferrer
Francesc Vila i Ginferrer (Castellbell i el Vilar, Bages, 19 de febrer del 1922 - 23 de maig de 2011) va ser un compositor català, també aficionat a la pintura.
Era fill del fundador de l'"Orfeó La Formiga" de Castellbell i el Vilar, Florenci Vila, que el deixà orfe als dos anys. Va estudiar música amb Miquel Blanch, Ester Oliveres i Blanca Morera (piano), a Manresa, i posteriorment ho feu al Conservatori Municipal de Música de Barcelona.
Després de ser-ne el sotsdirector del 1940 al 1952, va exercir de director de la Capella de Música Burés del 1952 al 1987. També dirigí l'Associació de joves percussionistes, el Cor de Sant Josep de Manresa, el Cor Montserratí, l'orquestra de la Passió d'Olesa i el Conjunt Instrumental Juvenil Disset i Escaig de l'Associació Musical Castellet de Sant Vicenç de Castellet.
En el seu vessant de pedagog va ensenyar a diverses escoles i és autor dels llibres Música per a infants i Contes musicats.
Com a compositor va compondre una gran quantitat d'obres. Moltes de les seves cançons duen lletra de mossèn Joan Farràs i Tort, com la cantata de Nadal Nadal, Llum i Misteri, però també musicà Jacint Verdaguer, Salvador Espriu, Federico García Lorca i Miquel Martí i Pol, entre d'altres. Escrigué un cicle de cançons a partir de poemes de Miquel Desclot i un altre sobre textos de Màrius Torres, i també fou autor i adaptador de moltes cançons i músiques per a infants i adults, sardanes i música de ballets. Les seves divuit sardanes, per a la instrumentació de les quals comptà amb l'ajuda de Francesc Juanola, comprenen obres com Comiat (del 1944) i Clavellina (dedicades respectivament a les colles sardanistes "Ginesta" i "Clavellina", amb què va ballar), Nou Creus (1947, amb la música dels goigs de la Mare de Déu de Núria), i les revesses La cançó enfadosa (1960) i Neguitosa.
El 2008, la FCEC dedicà l'XI Cicle Catalunya Coral a Francesc Vila i Ginferrer.